# Jens Bogren
Jens Peter Daniel Bogren (ur. 13 listopada 1979) – szwedzki producent muzyczny i inżynier dźwięku. Właściciel studia nagraniowego Fascination Street zlokalizowanego w Örebro. Współpracował m.in. z takimi zespołami jak: Opeth, Katatonia, Soilwork, Moonspell, God Forbid, Kreator, Dark Tranquillity, Paradise Lost, Amon Amarth, DragonForce, Rotting Christ, Symphony X oraz Sepultura.